# جمعية المنبر الوطني الإسلامي
جمعية المنبر الوطني الإسلامي جمعية أو حزب سياسي إسلامي سني بمملكة البحرين، يحمل توجه وفكر الإخوان المسلمين، وقد تم تأسيس هذه الجمعية السياسية من قبل عدد كبير من المنتمين إلى هذا التوجه الإسلامي ذي الشعبية الكبيرة.
تعتبر جمعية المنبر الوطني الإسلامي بمثابة الذراع السياسي لجمعية الإصلاح، أولى الجمعيات الأهلية في البحرين حيث تحتضن جمعية الإصلاح الفكر الإسلامي والدعوة إلى الله في البحرين، وقد أسس جمعية الإصلاح مجموعة من كوادر العمل الإسلامي السنّة في عام 1941م. عرفت جمعية الإصلاح في المجتمع البحريني بأنشطتها وبرامجها الخيرية المتنوعة التي تستهدف الفقراء والمحتاجين، بالإضافة إلى استهداف الشباب بالأنشطة التي تسد حاجاتهم الاجتماعية والتربوية والثقافية والبدنية.

## التوجه السياسي
لم تكن جمعية الإصلاح تمارس عملاً سياسياً منظماً قبل ميثاق 2002، بل كانت تعلن مواقفها السياسية عن طريق البيانات والندوات والزيارات التي تتواصل بها مع المسؤولين في المملكة. وقد كان البيان الذي حمل عنوان «هذا بياننا» والذي نشرته جمعية الإصلاح أثناء الأحداث السياسية في التسعينات من القرن الماضي، بمثابة توضيح للنهج السياسي الذي تتبناه الجمعية الأم سابقاً، وذراعها السياسي - جمعية المنبر الوطني الإسلامي - حالياً، وقد تضمن البيان موقف الجمعية من الأحداث التي حصلت والتي عرفت لاحقاً باسم (انتفاضة التسعينات).وتميز البيان بوسطية في الطرح حيث لم ينحز بشكل واضح للنظام الحاكم وإن أبدى تفهماً للاجراءات التي اتخذتها الحكومة في التصدي للأعمال الشغب والتخريب، واشتمل البيان على توضيح موقف الجمعية الرافض لأعمال العنف، بالإضافة للمطالبة بضرورة الإسراع بتنفيذ الإصلاحات السياسية والاقتصادية لتجنب انزلاق البلاد في الفتنة. هذا البيان كان مختلفاً عن البيانات المماثلة التي أصدرتها مختلف الجمعيات والأندية والتجمعات التي كانت قائمة ذلك الوقت، والتي اتخذت موقفاً موالياً للنظام بشكل كامل، ومناهضاً للمعارضة، مما يدل على وسطية واعتدال التوجه السياسي لدى المنبر الإسلامي، وهي بالتالي تمثل تياراً فكرياً وسياسياً متغلغلاً في أوساط السنّة في البحرين.

## انتخابات 2002
خاضت جمعية المنبر الوطني الإسلامي انتخابات 2002 التي شهدت مقاطعة من جمعية الوفاق الوطني الإسلامية التي تمثل حالياً بعد انتخابات 2006 أكبر كتلة برلمانية (18 نائباً من أصل 40)، وحصلت جمعية المنبر الوطني الإسلامي على 7 مقاعد في انتخابات 2002 من أصل 8 مقاعد كانت تتنافس عليها. ولم يكن غياب الوفاق عامل نجاح حقيقي لصعود مرشحي المنبر الإسلامي حيث لم يكن للمنبر الإسلامي أي مرشحين في دوائر ذات غالبية شيعية، ولم يكن للوفاق نفوذ في الدوائر التي تنافس عليها مرشحو المنبر الإسلامي. وقد عكس النجاح الكبير لجمعية المنبر الإسلامي في تلك الانتخابات مدى الحظوة الشعبية التي تتمتع بها هذه الجمعية في الأوساط السنية.
نواب المنبر في برلمان 2002:
1. د. صلاح علي (رئيس الجمعية والكتلة)
2. د. علي أحمد (نائب الرئيس)
3. الوجيه عبد العزيز المير
4. د. عبد اللطيف الشيخ (الأمين العام الحالي للجمعية)
5. الشيخ محمد خالد
6. د. سعدي عبد الله
7. حسن بوخماس

## المنبر الإسلامي والمرأة
ومنذ إنشاء الجمعية عام 2002 كان للمرأة دور فاعل في العمل السياسي فيها، فقد كانت هناك شخصيات نسائية ذات حضور ساهمت في تأسيس وعضوية الجمعية، والمنبر لا يرفض ترشيح نساء على قائمته الانتخابية بل يسعى لدعم المرأة ذات الكفاءة والخبرة بدلاً من السعي فقط لوضع المرأة على كرسي المجلس النيابي والبلدي بغض النظر عن أهليتها وكفاءتها.

## الأداء البرلماني
طرحت الكتلة ملفات شائكة مثل فضيحة الإفلاس الاكتواري لهيئة التأمينات الاجتماعية وصندوق التقاعد، وكان من أهم إنجازات الكتلة إعادة ما يقارب من 300 مليون دينار إلى ميزانية الحكومة، وهي حصة الحكومة من شركة مصهر الألمنيوم (ألبا) الذي يعتبر من أكبر مصاهر الألمنيوم في العالم، وتصل أرباحه السنوية إلى مئات الملايين من الدنانير.

## انتخابات 2006
خاضت الجمعية انتخابات 2006 في قائمة موحدة (تحالف) مع جمعية الأصالة الإسلامية التي تمثل التيار السلفي، وقد جاء هذا التحالف نتيجة الضغوطات الشعبية التي كانت تضغط على الجمعيتين من أجل التوحد وتفويت الفرصة على بعض التيارات التي كانت تريد استغلال نقاط الخلاف بين الجمعيتين من أجل اختراق الصف السني. وحصلت الجمعية في هذه المرة على 7 مقاعد أيضاً من أصل ثمانية، وحالياً، تتألف كتلة المنبر البرلمانية من النواب:
1. د. صلاح علي
2. د. عبد اللطيف الشيخ
3. د. علي أحمد
4. د. سامي قمبر
5. الشيخ محمد خالد
6. الشيخ ناصر الفضالة
7. الشيخ إبراهيم الحادي

## الموقع علي الإنترنت
- http://almenber.bh

1. ↑   https://carnegie-mec.org/2019/03/06/challenges-to-sunni-islamism-in-bahrain-since-2011-pub-78510. {{استشهاد ويب}}: |url= بحاجة لعنوان (مساعدة) والوسيط |title= غير موجود أو فارغ (من ويكي بيانات) (مساعدة)